# Typhlodromus denmarki
Typhlodromus denmarki är en spindeldjursart som först beskrevs av Rather 1984.  Typhlodromus denmarki ingår i släktet Typhlodromus och familjen Phytoseiidae. Inga underarter finns listade i Catalogue of Life.